# Irvine Glennie
Irvine Gordon Glennie (ur. 22 lipca 1892, zm. 8 września 1980) – brytyjski wojskowy, admirał Royal Navy, podczas II wojny światowej uczestnik walk na Morzu Śródziemnym i Oceanie Atlantyckim, w latach 1944–1945 dowódca brytyjskich sił morskich na zachodnim Atlantyku.

## Życiorys
Irvine Glennie urodził się w dystrykcie Louth w hrabstwie Lincolnshire (według innego źródła w Szkocji). Był synem komandora Gordona Glennie oraz Edith Mitchell. Do Royal Navy wstąpił w 1905 roku. W latach 1910–1914 służył zarówno na wodach brytyjskich, jak i w China Station. Podczas I wojny światowej służył na niszczycielach w składzie Grand Fleet, brał udział w bitwie jutlandzkiej i został odznaczony rosyjskim Orderem św. Stanisława III klasy z mieczami.
W okresie międzywojennym służył na niszczycielach we Flocie Atlantyckiej, Śródziemnomorskiej i na wodach azjatyckich, odbywał również kursy dla oficerów w Royal Naval College w Dartmouth oraz Royal Naval Staff College w Greenwich. W 1928 roku ożenił się z Glenn Evans, mieli dwóch synów. Na początku lat 30. służył w Admiralicji, w grudniu 1933 roku awansował do stopnia komandora (Captain). W 1936 roku został dowódcą lekkiego krążownika "Achilles", okrętu flagowego Royal Navy's New Zealand Squadron. W maju 1939 roku został dowódcą krążownika liniowego "Hood" i szefem sztabu Dywizjonu Krążowników Liniowych Home Fleet.
Na tym stanowisku rozpoczął swe działania w II wojnie światowej, najpierw w Home Fleet, następnie w Force H admirała Somerville'a. Uczestniczył między innymi w operacji Catapult. 1 stycznia 1941 roku został wymieniony w sprawozdaniu. Awansowany 15 stycznia 1941 roku do stopnia kontradmirała (Rear-Admiral), miesiąc później opuścił „Hooda”, obejmując dowodzenie niszczycielami Floty Śródziemnomorskiej. Wziął udział w bitwie o Kretę, w nocy z 21 na 22 maja 1941 roku dowodzony przez niego zespół sił lekkich zaatakował włosko-niemiecki konwój z posiłkami dla Krety, eskortowany przez torpedowiec "Lupo" pod komendą Francesco Mimbelliego. Odważna postawa włoskiego dowódcy uratowała znaczną część chronionych przezeń jednostek, chociaż ich lądowanie na wyspie zostało udaremnione. Kontradmirał Glennie był później krytykowany za niewykorzystanie swej przewagi w boju.
Po odejściu z Floty Śródziemnomorskiej w sierpniu 1942 roku, Irvine Glennie objął w styczniu roku następnego dowodzenie niszczycielami Home Fleet, w stopniu wiceadmirała. W czerwcu 1943 roku został kawalerem Orderu Łaźni. Od października 1944 roku pełnił funkcję komendanta brytyjskich sił morskich na zachodnim Atlantyku (Senior British Naval Officer, Western Atlantic) na Bermudach. W styczniu 1945 roku został komandorem Orderu Łaźni. Po zakończeniu wojny jego stanowisko zostało przekształcone w funkcję dowódcy America and West Indies Station, pełnił ją do 1946 roku. W tym czasie miał okazję witać na Bermudach prezydenta Trumana, przybyłego na pokładzie jachtu prezydenckiego "Williamsburg".
Przeniesiony w stan spoczynku w maju 1947 roku, w stopniu admirała (Admiral), osiadł na stałe w Lymington, gdzie zmarł w 1980 roku.